# Cheirodendron fauriei
Cheirodendron fauriei là một loài thực vật có hoa trong Họ Cuồng. Loài này được Hochr. mô tả khoa học đầu tiên năm 1925.